# スピーク・ノー・イーブル 異常な家族
『スピーク・ノー・イーブル 異常な家族』（スピークノーイーブル いじょうなかぞく、Speak No Evil）は、2024年のアメリカ合衆国のサイコホラー・スリラー映画。
2022年のデンマーク・オランダ映画『胸騒ぎ』のハリウッド・リメイク。ジェームズ・ワトキンス監督、ジェイソン・ブラム製作、オリジナル版の監督クリスチャン・タフドルップが製作総指揮を担当している。

## ストーリー
イタリアを旅行中のベンと妻ルイーズ、娘のアグネスのアメリカ人一家は、イギリスから旅行に来ていたパトリックとその妻のキアラ、息子のアントの一家と知り合う。彼らはその場で意気投合、ベン一家はパトリックからイギリスの彼の自宅に招待される。
週末の休日、人里離れた静かな場所にあるパトリックの家にやってきたベン一家はおもてなしを受けるが、徐々にパトリックたちの狂気的な一面があらわになってくる。それに気づいたベン一家は、こっそり家を出ようとする。

## キャスト
※括弧内は日本語吹替。
- パトリック：ジェームズ・マカヴォイ（内田夕夜）
- ルイーズ・ダルトン：マッケンジー・デイヴィス（佐古真弓）
- ベン：スクート・マクネイリー（中川慶一）
- キアラ：アシュリン・フランシオーシ（ブリドカットセーラ恵美）
- アグネス・ダルトン：アリックス・ウェスト・レフラー（神戸光歩）
- アント：ダン・ハフ

日本語吹替版その他出演：漆山ゆうき、松川裕輝、大下昌之、外石咲
日本語版制作スタッフ 演出：加藤千里、翻訳：赤坂純子、録音・調整：須佐文、制作：IMAGICAエンタテインメントメディアサービス

## 作品の評価
Rotten Tomatoesによれば、204件の評論のうち高評価は83%にあたる169件で、平均点は10点満点中6.8点、批評家の一致した見解は「ジェームズ・マカヴォイの目の輝きから病的なサスペンスを引き出した『スピーク・ノー・イーブル 異常な家族』は「既に見たことがある」との懸念を黙らせる稀有なリメイク作品だ。」となっている。
Metacriticによれば、41件の評論のうち、高評価は28件、賛否混在は11件、低評価は2件で、平均点は100点満点中66点となっている。